# Persoonia subvelutina
Persoonia subvelutina är en tvåhjärtbladig växtart som beskrevs av Lawrence Alexander Sidney Johnson. Persoonia subvelutina ingår i släktet Persoonia och familjen Proteaceae. Inga underarter finns listade i Catalogue of Life.